# 西埃爾邁拉 (紐約州)
西埃爾邁拉（英語：West Elmira）是位於美國紐約州希芒縣的普查規定居民點。

## 人口
根據2020年美國人口普查的數據，西埃爾邁拉的面積為8.17平方千米，當中陸地面積為7.87平方千米，而水域面積為0.30平方千米。當地共有人口4850人，而人口密度為每平方千米593.64人。